# کری ویلسون (نویسنده)
کری ویلسون (انگلیسی: Carey Wilson؛ ۱۹ مهٔ ۱۸۸۹ – ۱ فوریهٔ ۱۹۶۲) یک فیلم‌نامه‌نویس، و تهیه‌کننده اهل ایالات متحده آمریکا بود.
از فیلم‌ها یا برنامه‌های تلویزیونی که وی در آن نقش داشته‌است، می‌توان به پالی هنرمند سیرک اشاره کرد.